# Suwanose-jima
Suwanose-jima (jap. 諏訪之瀬島) – wyspa wulkaniczna w północnej części archipelagu Tokara (Tokara-rettō), stanowiącego część archipelagu Nansei (Nansei-shotō). Wyspa leży 18 kilometrów na wschód od wyspy Taira-jima i 20 kilometrów na północ od wyspy Akuseki-jima. Grupa należy administracyjnie do prefektury Kagoshima, w Japonii.

## Geografia
Wyspa Suwanose-jima jest drugą co do wielkości wyspą w archipelagu Tokara. Wyspa obejmuje powierzchnię 27,66 kilometrów kwadratowych. Najwyższym punktem wyspy jest góra Mitake (799 metrów).
Jedyną nadającą się do zamieszkania częścią wyspy jest skrajny południowy kraniec. Pozostała część wyspy jest zbyt stroma.
Na wyspie Suwanose-jima znajdują się aktywne wulkany.

## Galeria

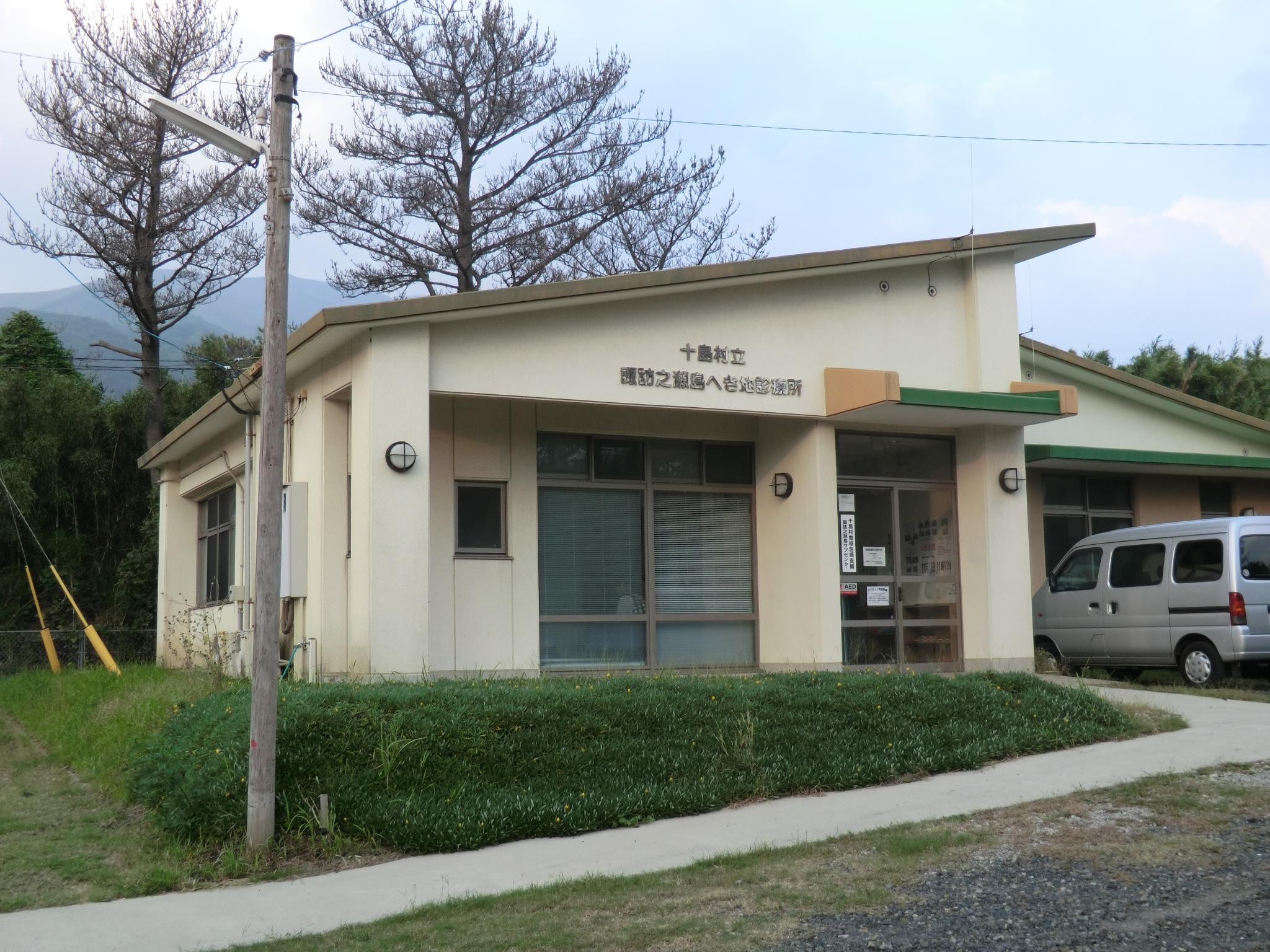
Klinika wyspy
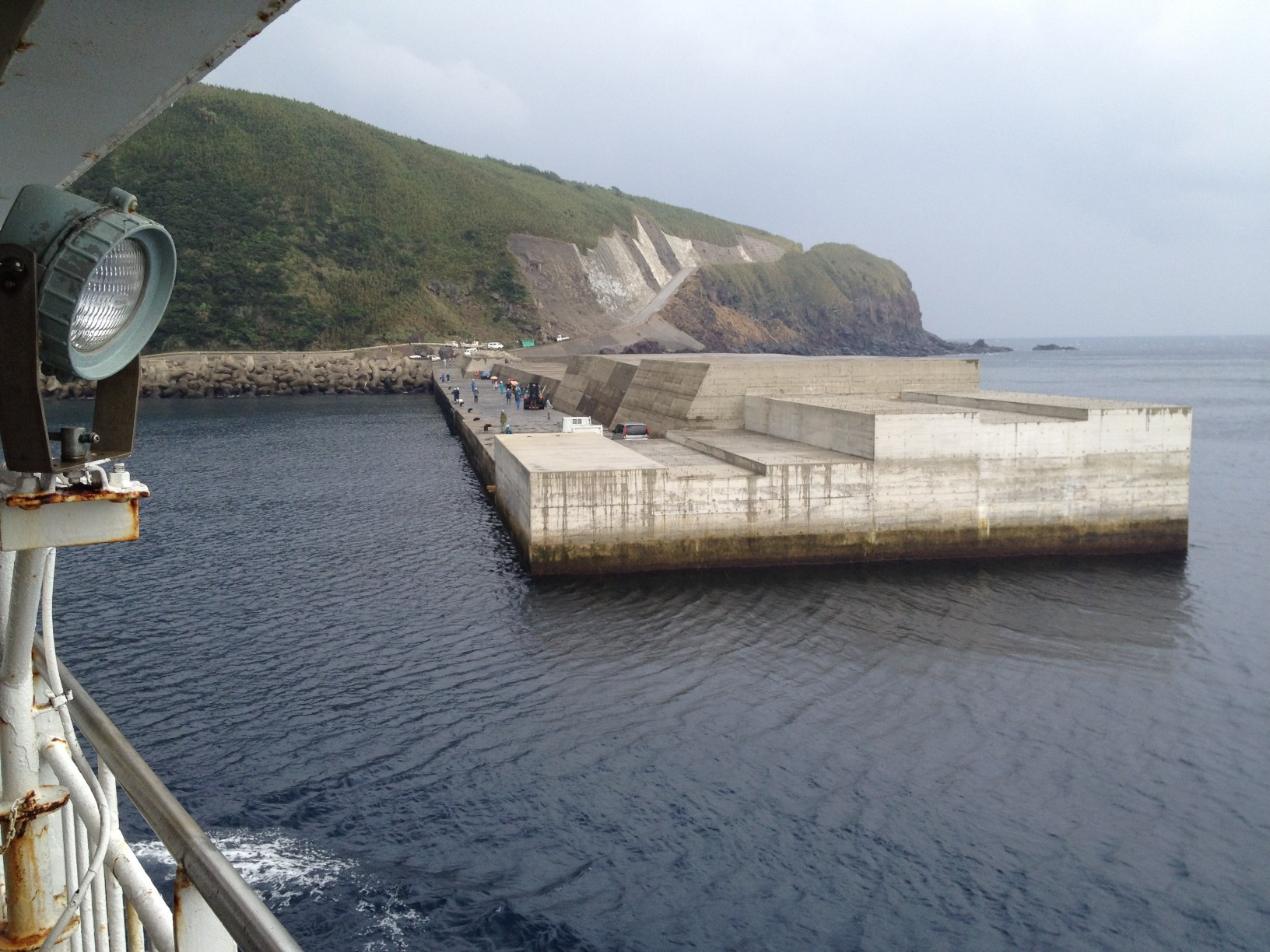
Port we wsi Toshima
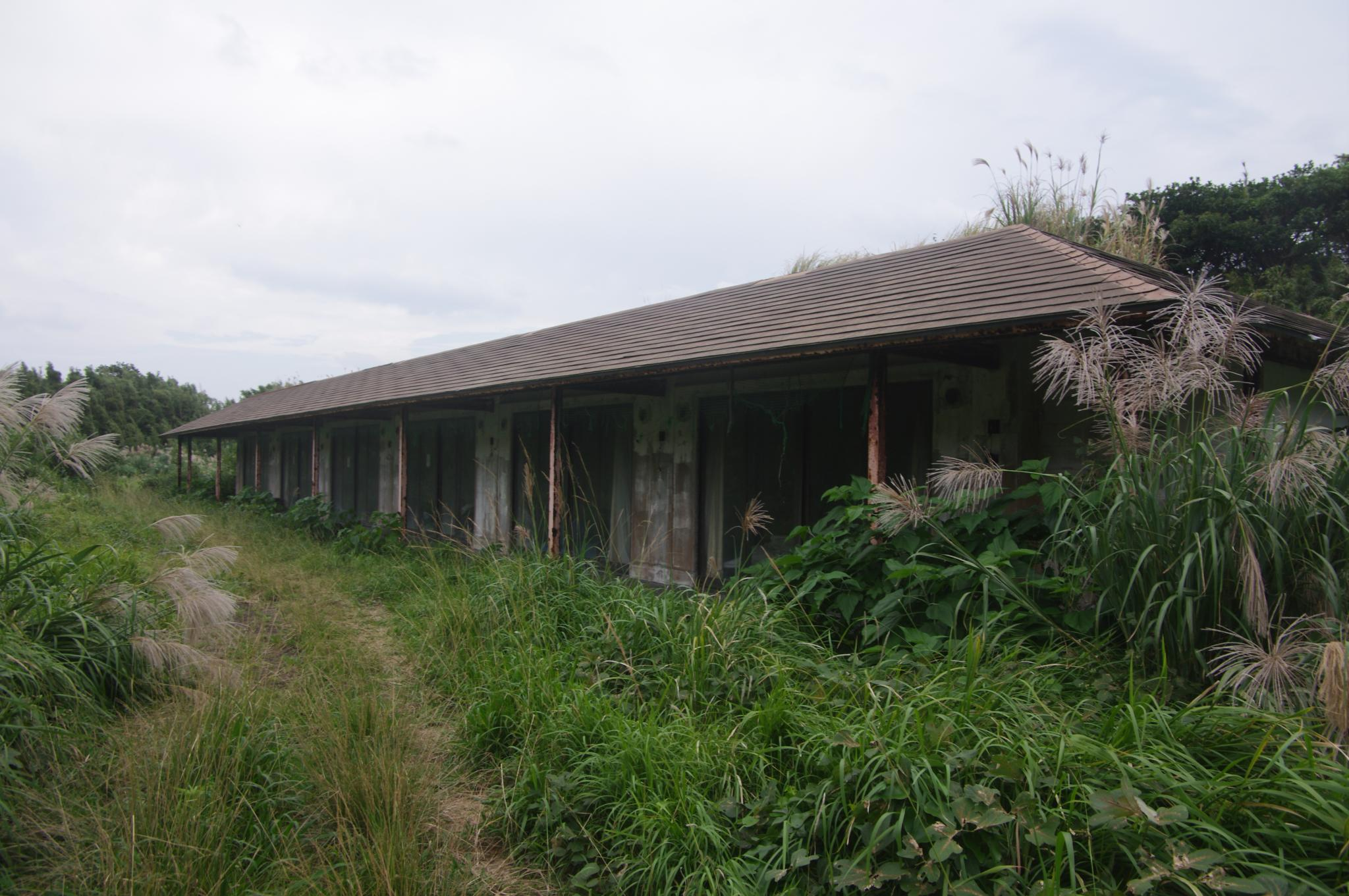
Ruiny resortowego hotelu Ryoso Tokara (1977-1982)